# Zara Zerbe
Zara Zerbe (* 18. April 1989 in Hamburg) ist eine deutsche Schriftstellerin.

## Werdegang
Zara Zerbe wurde 1989 in Hamburg-Harburg geboren und wuchs im Landkreis Harburg in Niedersachsen auf. Nach ihrem Abitur am Gymnasium am Kattenberge 2008 studierte sie Literatur- und Medienwissenschaften in Kiel.
Seit 2012 ist Zara Zerbe Mitherausgeberin und Redakteurin des Literaturmagazins Der Schnipsel und veranstaltet die Lesebühne FederKiel im Kommunikationszentrum Hansa48 e.V.
Für ihre 2020 im Berliner SuKuLTuR Verlag erschienene Erzählung Limbus erhielt sie 2019 den vom Literaturhaus Schleswig-Holstein in Zusammenarbeit mit dem Institut für Neuere Deutsche Literatur und Medien der Christian-Albrechts-Universität zu Kiel ausgeschriebenen Preis „Neue Prosa 2018/2019“.
2021 veröffentlicht sie die Novelle Das Orakel von Bad Meisenfeld im Kieler stirnholz Verlag. Für ihr Werk wurde sie am 22. September 2022 mit dem Kunstförderpreis des Landes Schleswig-Holstein ausgezeichnet.
Im März 2024 erschien ihr Debütroman Phytopia Plus im Berliner Verbrecher Verlag. Das dystopische Werk spielt in den 2040er-Jahren, wenn Klimakrise und soziale Ungleichheit die Gesellschaft prägen. Die Geschichte folgt Aylin, einer Aushilfsgärtnerin bei der Drosera AG in Hamburg, die menschliches Bewusstsein auf Pflanzen-DNA speichert. Da Aylin sich den teuren Speicherplatz für ihren Großvater nicht leisten kann, betreibt sie einen Schwarzmarkt mit seltenen Pflanzen, um frische Lebensmittel zu erhalten. Als ungewöhnliche Muster auf den Speicherpflanzen auftauchen, nutzt Aylin diese zur Finanzierung ihres Wunsches.
Die Stadt Wetzlar verleiht Zara Zerbe für ihren Debütroman den Phantastikpreis 2024.

## Veröffentlichungen
- Primetime of my life, Kurzfilm (2015)[6][7]
- Limbus. Berlin 2020, ISBN 978-3-95566-118-2
- Das Orakel von Bad Meisenfeld, Kiel 2021, ISBN 978-3-948115-09-8
- Phytopia Plus, Verbrecher Verlag, Berlin 2024, ISBN 978-3-95732-581-5